# Miriel Cejas
Mirielys Cejas González, (La Habana, 7 de agosto de 1988) es una actriz cubana conocida por las películas Conducta (película) , Lisanka , Boleto al paraíso , y La Cosa Humana.

## Biografía
Graduada de la Escuela Nacional de arte (ENA), Cuba. Su primer papel protagonista fue en el largometraje "Lisanka" del director Daniel Díaz Torres. Por su interpretación en esta película recibe el premio de Mejor Actriz en el 20º Festival iberoamericano de cine de Ceará, Brasil (2010). Uno de sus trabajos más significativos ha sido el largometraje Conducta (película) dirigido por Ernesto Daranas el cual ha tenido gran repercusión internacional y ha sido nominado y ganador de premios en prestigiosos Festivales de Cine como: Premios Goya , Festival de Cine Español de Málaga , Premios Ariel, entre otros.
Desde el año 2015 Miriel reside en España donde ha trabajado para RTVE en la película para televisión La princesa Paca dirigida por Joaquin LLamas y protagonizada por los actores españoles Irene Escolar y Daniel Holguín.
Ha trabajado en las Tv-movies La princesa Paca (2017), Extravíos (2012) y Angle Mort (2012).

## Filmografía
| Año  | Película                 | Papel            |
| ---- | ------------------------ | ---------------- |
| 2019 | "Santa Bárbara"          | Perla            |
| 2019 | "The foam of days"       | La musa          |
| 2018 | "Ibiza"                  | Fille fury night |
| 2015 | "La Cosa Humana"         | Shatila          |
| 2014 | "Conducta"               | Marta            |
| 2013 | "Esther en alguna parte" | Recepcionista    |
| 2013 | "La película de Ana"     | Desconocido      |
| 2012 | "Angle Mort"             | Desconocido      |
| 2010 | "Boleto al paraíso"      | Eunice           |
| 2010 | "Lisanka"                | Lisanka          |

## Premios
| Premio                                          | Mejor Actriz       | Resultado |
| ----------------------------------------------- | ------------------ | --------- |
| Festival iberoamericano de cine de Ceará (2010) | Película "Lisanka" | Ganador   |